# Joseph Ignaz von Ah

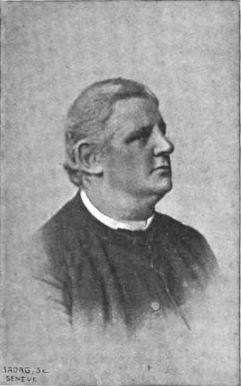

Joseph Ignaz von Ah (Sachseln, 15 december 1834 – Kerns, 1 september 1896; pseudoniem: Hartmann von Baldegg) was een Zwitsers rooms-katholiek priester en letterkundige.

## Biografie
Joseph Ignaz werd als oudste van vijf kinderen van de keuterboer en schoenmaker Theodul von Ah geboren. Hij volgde het gymnasium in Sarnen, een kloosterschool in Einsiedeln en het seminarie in Chur. In 1857 werd Joseph von Ah in Bern vicaris. Deze positie bekleedde hij voor twee jaar. Op 9 augustus van het jaar 1857 kreeg hij zijn wijding tot priester en hield op 16 augustus zijn eerste mis. Van 1859 tot 1868 was hij in dienst als vicaris in Fribourg. In deze periode leerde hij Frans. Vanaf 1863 werkte hij in Stans als geestelijke en onderwijzer. Met ingang van 29 september 1867 werkte Von Ah in Kerns als dominee en schoolinspecteur van het kanton. Het beroep als schoolinspecteur zette hij tot 1887 voort, en oefende het een jaar lang voor zijn dood opnieuw uit. In juni 1888 werd hij tot bisschoppelijk commissaris van Obwalden benoemd. Het wekelijkse bericht over de toestand in de wereld schreef Joseph Ignaz von Ah 30 jaar lang in het Nidwaldner Volksblatt, dat hij met zijn vrienden in 1866 heeft opgericht. In maart 1886 verscheen de 1000e bijdrage van Von Ahs in het tijdschrift; kort voor zijn dood zijn 1500e. In 1874 werd hij lid van de onderwijscommissie in het kanton.

## Publicaties
- Der Löwe von Luzern (1881)
- Arnold von Winkelried (1886)
- Von dem frommen Leben und segensreichen Wirken des heiligen Borromäus (1885)